# Louit
Louit es una comuna francesa situada en el departamento de Altos Pirineos, en la región de Occitania.

## Demografía
| 112 | 114 | 99 | 123 | 126 | 129 | 188 |
| Para los censos de 1962 a 1999 la población legal corresponde a la población sin duplicidades (Fuente: INSEE [Consultar]) |     |    |     |     |     |     |